# Ptecticus aurifer
Ptecticus aurifer är en tvåvingeart som beskrevs av Walker 1854. Ptecticus aurifer ingår i släktet Ptecticus och familjen vapenflugor. Inga underarter finns listade i Catalogue of Life.